# بخش مرکزی شهرستان مرودشت
بخش مرکزی شهرستان مرودشت یکی از بخش‌های شهرستان مرودشت در استان فارس ایران است.

## تقسیمات کشوری
- بخش مرکزی شهرستان مرودشت
  - روستای گرم آباد
  - دهستان رامجرد
  - دهستان رودبال
  - دهستان کناره
  - دهستان مراگلو
  - دهستان مجدآباد
  - دهستان محمدآباد

شهرها : مرودشت ، زنگی‌آباد ، فتح‌آباد

## جمعیت
بنابر سرشماری مرکز آمار ایران، جمعیت بخش مرکزی شهرستان مرودشت در سال ۱۳۹۵ برابر با ۲۲۱٬۱۶۳ نفر بوده است.